# محمد نمر الهواري
محمد نمر الهواري (بالعبرية: מוחמד נימר אל-הווארי‏)، هو محامي فلسطيني ولد في مدينة الناصرة عام 1907، قاد منظمة النجادة الفلسطينية شبه العسكرية في مدينة يافا في الاربعينات، عين في مرحلة لاحقة بعد قيام دولة اسرائيل قاضياً في المحكمة المركزية في الناصرة، في العام 1955 أصدر كتاب «سر النكبة» والذي انتقد فيه الزعامات الفلسطينية والعربية وحملها مسؤولية ضياع فلسطين.

## حياته
عمل الهواري في شبابه معلمًا في غزة والخليل، ثم درس الحقوق وتخرج محاميًا من معهد الحقوق في القدس عام 1939، بعد تخرجه عمل محاميًا في مكتب المحامي سعيد زين الدين في يافا ثم انتقل للعمل في المحاكم، حيث عمل كرئيس مترجم في محكمة يافا في عهد الانتداب.
انظم في العام 1944 إلى منظمة «النجادة» بعد تأسيسها من قبل النادي الرياضي الإسلامي بيافا كجزء من النادي، وأصبح من أبرز قياداتها بعد استقلالها عن النادي الإسلامي اواخر عام 1944، حيث اختاره مؤسسو الحركة لقيادة المنظمة رغم كونه ليس من يافا لرغبتهم في توسيع الحركة ونشرها في كافة أنحاء فلسطين حينذاك، حيث أعلن عن تأسيسها رسميًا وتسجيلها لدى حكومة الانتداب العام 1945، تطورت المنظمة حتى عام 1946، وكان لها فروعٌ في معظم المدن الفلسطينيَّة، وبدأ افراد من عناصرها بالتدرب على السلاح، رغم أن أهدافها الرسمية كانت في المجال الاجتماعي والشبابي والرياضي، ولم تشمل العمل العسكري وذلك حفاظًا على ترخيصها من حكومة الانتداب، التي اتبعت أنظمة الطوارئ ومنعت حمل السلاح والتدريب عليه، في فترة الهواري اتسعت المنظمة ووصل عدد أعضائها إلى 5000، ونظمت عدد من الاستعراضات العسكرية الرياضية في يافا وغزة وعكا، وشاركت في نشاطات ولقاءات عربية في لبنان وسوريا ومصر وغيرها.
يعرف أن الهواري بدأ نشاطه داعمًا للمفتي أمين الحسيني، إلا أن خلافات لاحقة نشبت مع عائلة الحسيني والتي وفق مصادر معينة حاولت السيطرة على التنظيم واتباعه بحزبهم: الحزب العربي الفلسطيني، وفي أعقاب ذلك انشأ جمال الحسيني منظمة منافسة سميت «شباب الفتوة»، حيث تميزت الفترة اللاحقة بمنافسة شديدة وخلافات بين المنظمتين، أضعفت من قوتيهما وعكرت أجواء عملها، تبع ذلك محاولات لتوحيدها في منظمة واحدة سميت منظمة الشباب، إلا أنها سرعان ما تقوضت وانتهى وجودها ووجود حركة النجادة والفتوة ايضًا.
بعد قرار التقسيم حاول الهواري برفقة مجموعة متبقية من منظمة النجادة الدفاع عن يافا وتنظيم السلاح والمحاربين، إلا أن محاولاتهم بائت بالفشل بعد أن تضعضعت واختفت قوة تنظيم النجادة في صراعها السابق مع شباب الفتوة. هذا وتم احتلال يافا عسكرياً يوم 1948/04/28. ورغم محاولة التدريب العسكري لهذه الفرق إلا أن تدريبهم كان سطحيًا وبسيطًا ومتقطعًا ولم يؤثر في ساحة المعركة.
غادر الهواري مدينة يافا قبل سقوطها عسكرياً في ديسمبر 1947 خوفًا من الاغتيال، ولجأ إلى الضفة الغربية حيث عمل مسؤول لأحد مخيمات اللاجئين، في العام 1950 توجه إلى لبنان ومن ثم إلى لوزان، حيث شارك في لقاءات لجنة التوفيق هناك، وقد عرف اختلافه مع الوفد الفلسطيني في هذه الاجتماعات.
في العام 1950عاد الهواري إلى مدينته الناصرة بموافقة دافيد بن غوريون، وهناك حاول اقامة حزب سياسي منافس للحزب الشيوعي إلا انه لم ينجح، أصدر كتابه “سر النكبة” الذي نشرته مطبعة الحكيم في الناصرة عام 1955 والذي انتقد فيه الزعامات الفلسطينية ، مارس بعد ذلك العمل القانوني ومن بين القضايا المعروفة التي ترافع بها كانت قضية عودة أهالي اقرث إلى بلدهم، في العام 1968 عين قاضياً في محكمة الناصرة المركزية وحينها اعتزل العمل السياسي، توفي في الناصرة عام 1984.

## المؤتمر العام للاجئين
تم عقد المؤتمر العام الأول للاجئين في 17 اذار مارس عام 1949 في مدينة رام الله حيث انتخب الهواري كرئيس وتم ايضًا انتخاب يحيى حمودة وعزيز شحادة كنائبين، الا انهم فشلوا مع سعيد بيدس وفرانسيس جلاد للفوز بدور الوفد المستقل للاجئين في محادثات رودس في شباط 1949.
خلال الاجتماعات غير الرسمية التي جرت في محادثات لوزان للسلام في أيار 1949، شارك الهواري كرئيس لوفد اللاجئين الفلسطينيين، وهناك ظهر خلافه مع الوفود الفلسطينية، خلال هذه الاجتماعات عرض على إلياهو ساسون خطة تدعو إسرائيل إلى قبول 400 ألف لاجئ يسمح لهم بالعودة إلى إسرائيل، طرح الهواري حجة مفادها أن الدول العربية لا تريد اللاجئين، ولن تستوعبهم، وأن جماهير اللاجئين الذين يعيشون على خطوط وقف إطلاق النار وعديمي الجنسية والفقراء لن تعطي إسرائيل شيئا سوى الحزن، وفي حزيران 1949، اتصل الهواري بالحكومة الإسرائيلية التي اقترحت حلاً مبكراً لمشكلة اللاجئين بخطتين بديلتين؛ لإنشاء دولة فلسطينية مستقلة أو ضم الضفة الغربية إلى إسرائيل.

## قضية اقرث
كان هواري أول من رفع دعوى قانونية ضد دولة إسرائيل في عام 1951 نيابة عن 5 رجال من إقرث. كان لهواري بصفته محامياً دور أساسي في كسب حق عودة لأهالي إقرث، وفي 31 تموز 1951، أقرت المحاكم الإسرائيلية بحقوق القرويين في أراضيهم وحقهم في العودة إليها، وقالت المحكمة إن الأرض لم يتم التخلي عنها، وبالتالي لا يمكن وضعها تحت الحراسة على ممتلكات العدو. لم يتم تنفيذ قرار العودة بعد أن اقدمت القوات الإسرائيلية على تدمير القرية بعد صدور القرار، ولا تزال تمنع اللاجئين الفلسطينيين جميعًا من العودة إلى قراهم.

## الأعمال المنشورة
سر النكبة (سر الكارثة) الناصرة 1955.